# Projasus bahamondei
Projasus bahamondei is een tienpotigensoort uit de familie van de Palinuridae. De wetenschappelijke naam van de soort is voor het eerst geldig gepubliceerd in 1976 door George.